# مر آفریقایی
مِرّ آفریقایی (نام علمی: Commiphora myrrha) نام یک گونه از سرده بلسان است.